# Xedit
Ne doit pas être confondu avec l'éditeur de texte XEDIT d'IBM.
Xedit est un éditeur de texte  développé par Chris D. Peterson fin 1987 dans le cadre de ses travaux dans le Consortium X du MIT. 
L'objectif n'était pas de remplacer un éditeur complexe comme GNU Emacs, mais de proposer une application simple et adaptée à l'environnement X en exploitant des composants graphiques. Xedit utilise pour cela la technologie Xaw développée par le projet Athena.
Le projet sera repris en 1994 par Digital Equipment Corporation sous l'appellation Xed pour capitaliser son investissement dans le projet Athena quelques années auparavant. Cette version servira de base à l'intégration d'un éditeur de texte dans Siag Office.
Xedit sera dans le même temps maintenu par Paulo Cesar Pereira de Andrade d'abord dans le cadre du projet XFree86, puis sous l'égide de la fondation X.Org avec deux nouvelles versions en 2008.